# 7 × 66 mm SE vom Hofe
Die Patrone 7 × 66 mm SE vH (auch Kaliber 7x66 Super Express vom Hofe oder 7mm Super Express) ist eine Büchsenmunition. Dabei steht die 7 für das Nennkaliber des Geschosses und die 66 für die Länge der Patronenhülse in mm. Die 7 × 66 mm SE vH wird überwiegend als Jagdmunition eingesetzt.

## Entwicklung

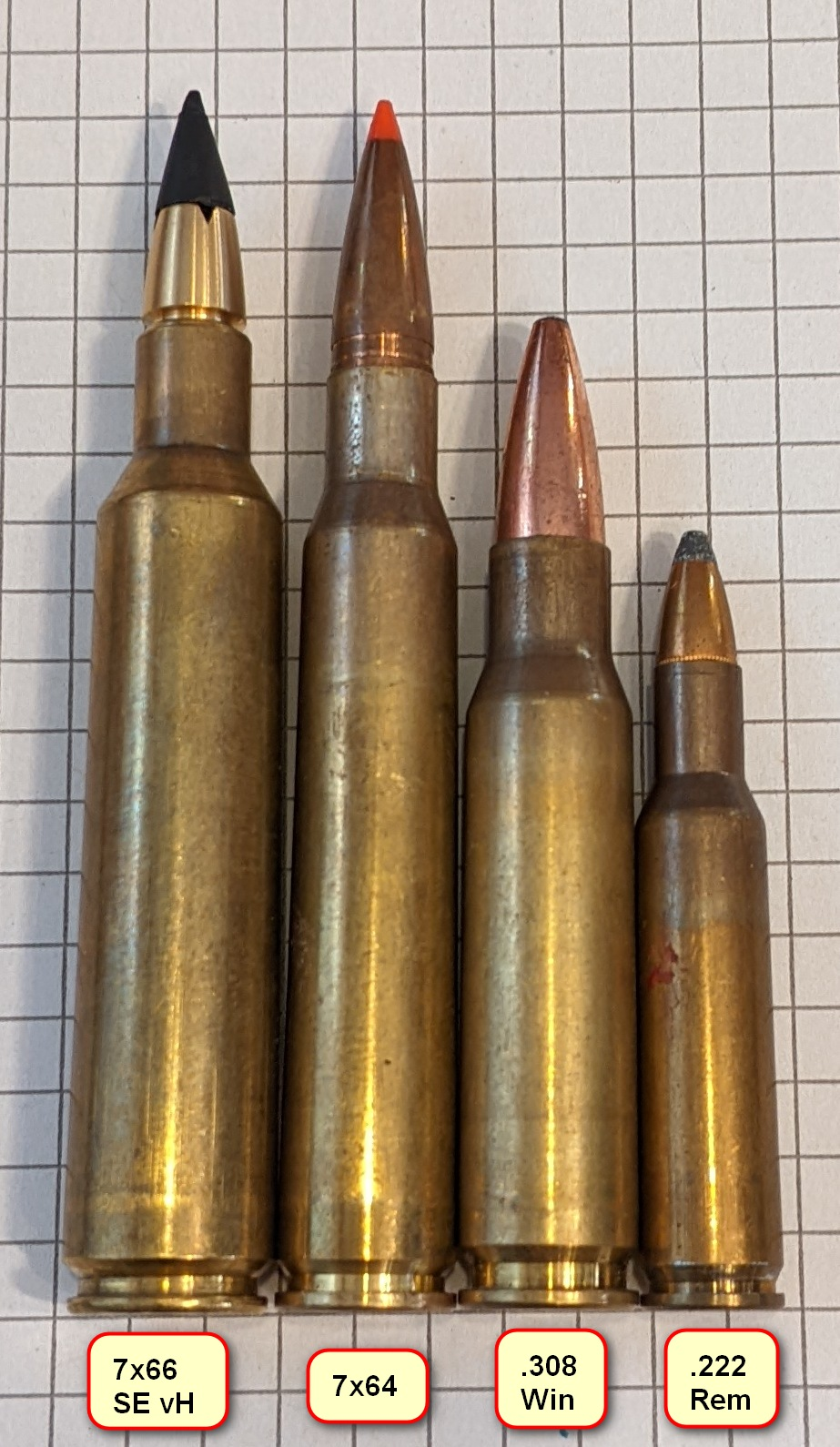
Von links nach rechts: 7 × 66 mm Super Express vom Hofe, 7 × 64 mm Brenneke, .308 Winchester, .222 Remington

Die Entwicklung der 7 × 66 mm SE vH erfolgte 1955 durch Walter Gehmann als Weiterentwicklung der 7 × 73 mm vom Hofe, welche wiederum auf die .300 Holland&Holland zurückgeht. Die 7 × 66 mm SE vH hat das gleiche Hülsenvolumen wie ihre Vorgängerin, die 7 × 73 mm vom Hofe, ist dabei aber 7 mm kürzer. Damit passt sie auch in Standardsysteme. Ursprünglich wurde die Patrone für die Vom-Hofe-Waffen der Nachkriegszeit entwickelt, die wiederum auf dem schwedischen Husqvarna-Mauser System („Schwedenmauser“) aufbauten. Die Markteinführung in Deutschland erfolgte 1956, in den USA 1962. Später fand das Kaliber auch in weiteren Systemen – etwa der Mauser 66 – Verwendung.

## Heute
Auch wenn die Patrone unter Wiederladern wegen der vielfältigen Möglichkeiten, die der große Pulverraum bietet, einen guten Ruf hat, konnte sich die Patrone, trotz ihrer hohen Leistung, nicht auf dem Massenmarkt etablieren. Dies mag zum einen an der speziellen Ausrichtung der Patrone als Weitschussmagnumkaliber liegen, heute aber vor allem an der geringen Verfügbarkeit von fabrikgeladener Munition.
Die Patrone ist auf alles mitteleuropäisches Schalenwild einsetzbar. Mit leichteren Geschossen werden Rehwild und Gams, mit schwereren Rot- und Schwarzwild gejagt. Auch in Nordamerika ist sie als Universalpatrone einsetzbar.

## Vergleichbares Kaliber
Das 2015 vorgestellte amerikanische Kaliber 28 Nosler folgt einem der 7 × 66 SE vH ähnlichen Konzept und weist beinahe identische Kalibermaße auf.